# Hit the Ice (film)
Hit the Ice este un film de comedie american din 1943 regizat de Charles Lamont. În rolurile principale joacă actorii Abbott și Costello.

## Distribuție
- Bud Abbott ca Flash Fulton
- Lou Costello ca Weejie McCoy
- Ginny Simms ca Marcia Manning
- Patric Knowles ca Dr. Bill Elliot (Credits) / Dr. William 'Bill' Burns (în Film)
- Elyse Knox ca Peggy Osborne
- Joe Sawyer ca Bustler (Joseph Sawyer în Credits)
- Marc Lawrence ca Phil
- Sheldon Leonard ca 'Silky' Fellowsby
- Johnny Long ca Themselves